# Phoxinus oxycephalus

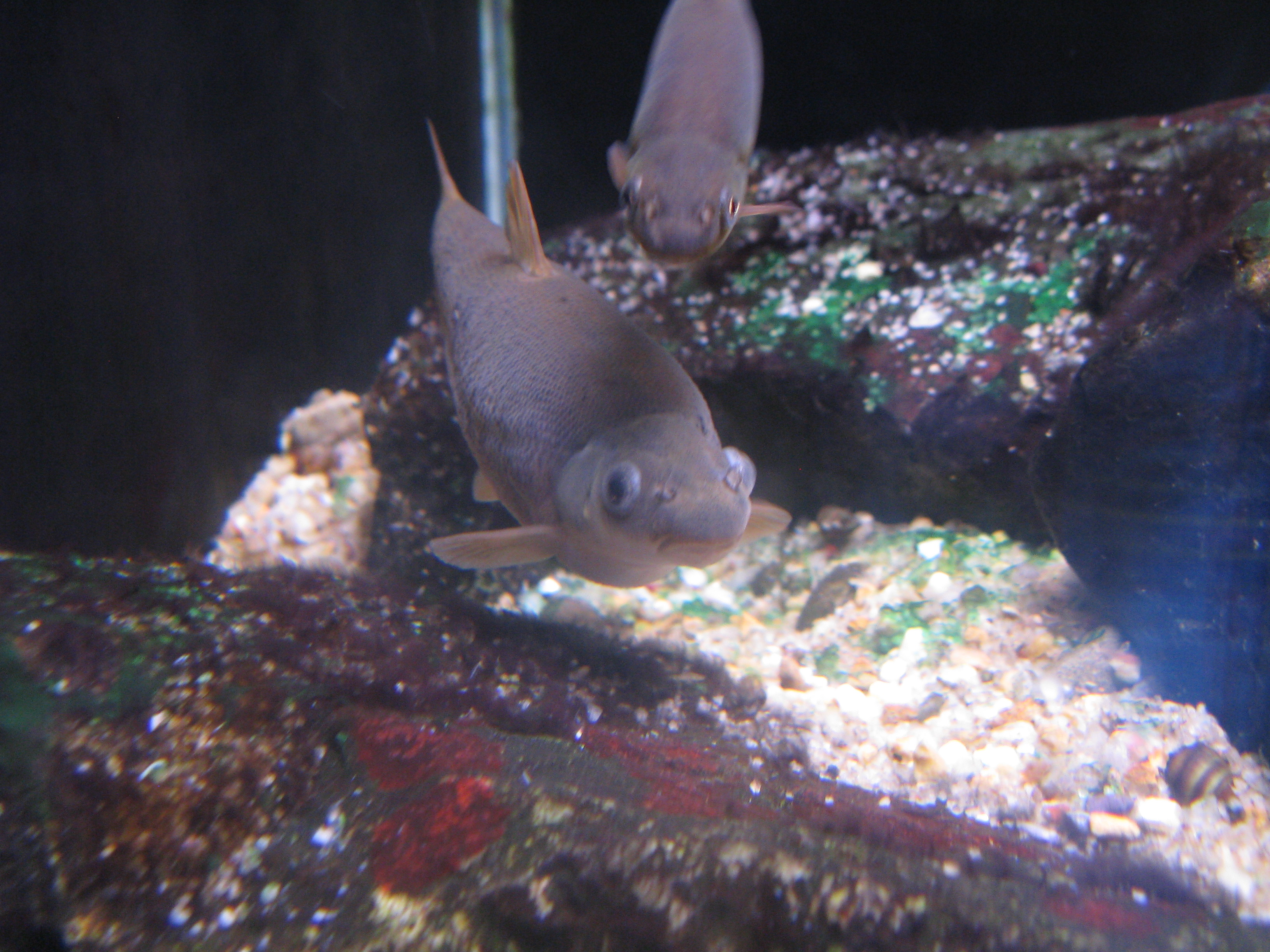
Exemplar al Suido Kinenkan, d'Osaka

Phoxinus oxycephalus és una espècie de peix cipriniforme de la família dels ciprínids que es troba a Àsia.
Els mascles poden assolir els 17,2 cm de longitud total.